# Hermes Binner
Hermes Juan Binner (n. Rafaela, província de Santa Fe, Argentina, 5 de juny de 1943) és un metge i polític argentí. Pertany al Partit Socialista i és l'actual governador de la província de Santa Fe, el primer socialista que ocupa un càrrec d'aquest nivell en la història de l'Argentina.

## Biografia i trajectòria política
Llicenciat a la Facultat de Medicina de la Universitat Nacional de Rosario el 1970 i especialitzat en medicina del treball i anestesiologia, va militar des de molt jove en les diverses expressions que va adoptar el socialisme al seu país: Partit Socialista Argentí, Partit Socialista Popular i el reunificat Partit Socialista.
A la Facultat de Medicina de la Universitat Nacional de Rosario, va ser responsable de la Secretaria d'Extensió Universitària, on va desenvolupar diversos programes culturals (música, cinema, debat). Als anys '70, mentre exercia la medicina en el sector públic de la salut, va militar com a metge als barris marginals de Rosario, especialment formats per obrers de la indústria frigorífica i portuària. El 1972 participa activament en la refundació del Partit Socialista (anomenat Partit Socialista Popular), sota la guia de Guillem Estévez Boero. Als anys '80, ja en democràcia, va ser director i vicedirector d'hospitals públics de la Província de Santa Fe. Entre 1989 i 1993 va ser Secretari de Salut de la Municipalitat de Rosario, durant la gestió del llavors socialista Hèctor Cavallero, i entre 1993 i 1995 va ser regidor pel seu partit a la mateixa ciutat. En l'interval, també va ser candidat a sotsgovernador, al costat del fiscal Luciano Molina, pel front de partits anomenat Honestedat, Treball i Eficiència (obtenint 8,51% dels vots). El 1995 va ser elegit intendent de Rosario, càrrec per al qual va ser reelegit el 1999, sent intendent entre 1995 i 2003. El 2003 es va presentar com a candidat a Governador i va perdre la contesa davant l'Ingenier Jorge Obeid, tot i haver aconseguit més quantitat de vots que aquest últim. La raó de l'anomalia és la vigència d'una controvertida norma coneguda com a Llei de lemes, actualment derogada, que permetia a un partit presentar diversos candidats i sumar els vots per atribuir al més votat de tots ells.
En les eleccions legislatives del 23 d'octubre de 2005 va resultar elegit Diputat Nacional per Santa Fe en representació del Front Progressista, Cívic i Social, una aliança entre el Partit Socialista, la Unió Cívica Radical, l'ARI, el Partit Demòcrata Progressista i d'altres agrupacions.
En les eleccions primàries obligatòries de l'1 de juliol de 2007, el Front Progressista, Cívic i Social, que va presentar la fórmula Hermes Binner-Griselda Tessio, va obtenir el 44,96% dels vots. Per la seva banda, el Front per a la Victòria (amb dos candidats a governador que dirimien la seva interna: Rafael Bielsa i Agustí Rossi), va sumar el 46,47% dels vots. Rafael Bielsa es va imposar i va ser el contrincant directe d'Hermes Binner per a les eleccions del 2 de setembre.
En aquesta ocasió va resultar electe Hermes Binner com a governador de la província de Santa Fe, amb aproximadament el 48,60% dels vots contra el 38,79% de la fórmula del Front Per a la Victòria (Bielsa-Galán). D'aquesta manera, Binner es va convertir en el primer governador socialista de la República Argentina i va posar fi, d'aquesta manera, a 24 anys de govern consecutiu del Partit Justicialista a la província de Santa Fe

## Candidat a President de l'Argentina
L'11 de juny de 2011 el Congrés Socialista va proclamar la fórmula presidencial Hermes Binner-Norma Morandini (Senadora Nacional per la província de Còrdova) per a les eleccions presidencials que es realitzaran a l'Argentina el mes d'octubre de 2011. Aquesta candidatura és en representació del Front Ampli Progressista, agrupació creada i presentada públicament a la ciutat de Buenos Aires al mes de juny de 2011. A ella pertanyen, a més del Partit Socialista, diverses agrupacions de l'anomenada "esquerra democràtica" argentina: Front Cívic, Generació per una Trobada Nacional, Buenos Aires Per Tots, Moviment Lliures del Sud, Corrent Nacional per la Unitat Popular i altres.
El 14 d'agost de 2011 va competir en les eleccions primàries, on va sortir quart amb al voltant de l'11% dels vots.